# Erpis
Erpis is een geslacht van vlinders van de familie van de grasmotten (Crambidae), uit de onderfamilie van de Glaphyriinae. De wetenschappelijke naam en de beschrijving van dit geslacht werden voor het eerst in 1863 gepubliceerd door Francis Walker. 
Dit geslacht is monotypisch, dat wil zeggen dat het maar één soort heeft namelijk Erpis macularis Walker, 1863 die ook de typesoort is.